# حوت منقاري
الدَحَّاسِيَّات أو الحوت المنقاري أو الحوت ذو المنقار (بالإنكليزية:Beaked whale) هو من الحيتان المسننة (ذوات الأسنان)، يعيش في المياه الباردة في شمال المحيط الأطلسي، ويصل أحيانا إلى سواحل فرنسا وبلجيكا وهولندا وإنجلترا. يعيش هذا الحوت في مجموعات يتراوح عددها بين 4 و12 فردا. يطفو على سطح الماء لمدة 10 دقائق يتزود خلالها بالهواء النقي، ولا يمكث تحت الماء أكثر من 20 دقيقة في العادة لكنه حين يغوص إلى عمق 1300 متر يقدر على الصمود لمدة ساعتين، وهو لا يستغرق كل هذا الوقت الا عندما يشعر بخطر الصيادين. وبالرغم من أنه يوصف عادة بالبطء في الحركة، فهو غالبا ما تراه يطارد أسراب سمك الرنكة والغادس، فيلتهم منها بمنقاره القصير ما يشبع جوعه، كما يعتبر الحبار أيضا غذاءه المفضل. تدوم فترة حمل الأنثى 12 شهرا، وهي تلد صغيرا واحدا كل ثلاثة سنوات.